# Cosprayers
Cosprayers (超変身コス∞プレイヤー, Chō Henshin Kosu∞Pureiyaa, alias The Cosmopolitan Prayers aux États-Unis) est une série anime en huit épisodes de 13 minutes, diffusée en 2004.

## Histoire
Hoshino Koto aime se cosplayer en Misuzu, son héroïne. Elle trouve un bracelet au sol, qui lui confère des pouvoirs. Avec d'autres filles, elle devra sauver le monde grâce à sa magie.

## Génériques
- Opening : Chō Henshin! Cosprayer, par Colors
- Ending : Mirai e no Promise, par Ayano Ahane